# 仁愛運動場前站
仁愛運動場前站（日语：／ Jinaigurandomae eki */?）是位於福井縣福井市中角町，越前鐵道的三國蘆原線車站（臨時車站）。

## 歷史
- 1992年（平成4年）9月10日 - 京福電氣鐵道開設臨時車站[3][4][6]。
- 2001年（平成13年）6月25日 - 由於在越前本線發生事故（日语：京福電気鉄道越前本線列車衝突事故），此臨時車站暫停服務[7]。
- 2003年（平成15年）
  - 2月1日 - 車站設施轉讓至越前鐵道[7][8]。
  - 7月20日 - 越前鐵道臨時車站重開[7][6]。

## 車站構造
車站是一座地面車站，設有1面1線單式月台。設備與臨時乘降場相同，月台使用鋼架製成，月台上設有紅褐色的欄杆。站內沒有候車室或站名牌。在越前鐵道中，此站設施最簡單。
車站鄰接仁愛學園運動場。車站為了方便仁愛女子短期大學和仁愛女子高等學校舉行體育祭之際，方便學生前往會場而設置此站。在定期列車中，每年只營業一天，當天定期列車中，只有數班列車停靠。另外，除了仁愛學園的人士外不可上下車。在越前鐵道網站、路線圖和市面上的地圖中沒有記載此站，此站也沒有編排車站編號。原本車站月台是在需要重建九頭龍川橋樑時，用作成為中角站的臨時月台。後來月台遷移至現地，成為了此站的月台。
此站沒有低地台月台，因此福井鐵道福武線直通列車會通過此站。另外，通常月台都是封閉的狀態，不可讓人們進入。

## 車站周邊
車站鄰近仁愛學園運動場、體育館。有一些民居，距離較遠的設有啓新高等學校運動場、DIY商店和中小型規模的工場。
- 福井縣道·石川縣道5號福井加賀線（日语：福井県道・石川県道5号福井加賀線）（蘆原街道）
- 三和家居中心（日语：ホームセンターみつわ）總部、鷲塚店

## 相鄰車站
越前鐵道
■三國蘆原線
中角（E31）－（臨）仁愛運動場前－鷲塚針原（E32）

## 注腳
1. ↑  牛島 2017，第112頁.
2. 1 2   (PDF). 越前鐵道.   [2019-10-03] （日语）.[]
3. 1 2 3 4 5  川島 2010，第84頁.
4. 1 2  . 創元社. 2016-12-20: 357. ISBN 978-4-422-24075-6 （日语）.
5. 1 2  . GetNavi web. 2020-11-08  [2021-03-02]. （原始内容存档于2021-10-06） （日语）.
6. 1 2 3 4 5 6  牛島 2017，第113頁.
7. 1 2 3  朝日 2011，第9頁.
8. ↑  京福 2003，第143頁.
9. 1 2 3  古今亭駒次「鉄学しましょ 学園専用の「前駅」」《東京新聞》2017年11月21日付朝刊26面。
10. ↑  川島 2010，第30頁.